# Greta Christina
Greta Christina (née le 31 décembre 1961) est une blogueuse, conférencière et militante athée américaine.

## Parcours
Greta est née à Chicago le 31 décembre 1961. Elle étudie au Reed College dont elle sort diplômée en 1983. Elle devient alors correspondante de presse pour le Free Inquiry, puis The Humanist. Elle mène par ailleurs une activité soutenue de conférencier au nom de la Secular Student Alliance et du Center for Inquiry. Elle intervient à ce titre lors du Reason Rally en 2012 et pour le cinquantième anniversaire de la convention d'American Atheists en 2013.
En 2013, elle reçoit le trophée LGBT Humanist Pride Award de l'American Humanist Association,.